# Borna Sosa
Borna Sosa (Zagreb, 21. siječnja 1998.) hrvatski je nogometaš koji igra na poziciji lijevog beka. Trenutačno igra za Crystal Palace.

## Klupska karijera

### Dinamo Zagreb
Izdanak je Dinamove nogometne škole. Debitirao je u 1. HNL 7. ožujka 2015. godine u utakmici protiv NK Zagreba koju je Dinamo dobio s 2:0. Sosa je zaigrao od početka i igrao je cijelu utakmicu. Do prvog međunarodnog transfera nastupao je za GNK Dinamo Zagreb. Igrao je na mjestu lijevog braniča.

### VfB Stuttgart
U svibnju 2018. godine potpisao je petogodišnji ugovor za VfB Stuttgart do 30. lipnja 2023. godine.

## Reprezentativna karijera
U mlađim hrvatskim selekcijama ima nastupe u dobnim uzrastima: do 14, do 15, do 16, do 17, do 18, do 19 i do 21. 
Igrao je za hrvatsku mladu reprezentaciju do 17 godina na svjetskom prvenstvu u Čileu.
Dana 7. svibnja 2021. godine Sportske novosti i Sky Sport (Njemačka) donose vijest da je Sosa uzeo njemačko državljanstvo, na inicijativu tadašnjeg izbornika njemačke nogometne reprezentacije Joachim Löwa. Uvjet za dobivanje državljanstva ostvario je preko majke Vesne koja se rodila i odrasla u Berlinu. Predviđalo se da će za njemačku nogometnu reprezentaciju nastupiti na UEFA Euro 2020. godine.
Sosa je prvi poziv u hrvatsku A reprezentaciju dobio 16. kolovoza 2021. godine, uoči rujanskih kvalifikacijskih utakmica za Svjetsko prvenstvo protiv Rusije, Slovačke i Slovenije. Za hrvatsku A reprezentaciju debitirao je 1. rujna 2021. godine u Moskvi protiv Rusije, u utakmici  bez golova. Svoj prvi gol za reprezentaciju postigao je 22. rujna 2022. u utakmici UEFA Lige nacija 2022./23. u kojoj je Danska poražena 2:1.
Dana 9. studenoga 2022. izbornik Zlatko Dalić uvrstio je Sosu na popis igrača za Svjetsko prvenstvo 2022.

## Priznanja

### Individualna
- 2024. Odlukom predsjednik Republike Hrvatske Zorana Milanovića odlikovan je Redom Danice hrvatske s likom Franje Bučara: "Za izniman uspjeh hrvatske nogometne reprezentacije, doprinos sportu i međunarodnom ugledu Republike Hrvatske te osvajanju 3. mjesta na 22. Svjetskom nogometnom prvenstvu u Državi Katru" [11]

### Reprezentativna
Hrvatska
- Svjetsko prvenstvo: 2022. (3. mjesto)[12]
- UEFA Liga nacija (2. mjesto): 2022./23.

## Vanjske poveznice
- Profil, Hrvatski nogometni savez
- Profil, Transfermarkt (engl.)